# Веллінгтон Сілва
Веллінгтон Сілва (порт. Wellington Silva, нар. 6 січня 1993, Ріо-де-Жанейро) — бразильський футболіст, фланговий півзахисник та нападник японського клубу «Гамба Осака».
Виступав, зокрема, за «Флуміненсе» та «Інтернасьйонал», а також юнацьку збірну Бразилії.

## Клубна кар'єра
Народився 6 січня 1993 року в місті Ріо-де-Жанейро. Вихованець юнацьких команд футбольних клубів «Португеза Деспортос» та «Флуміненсе».
У дорослому футболі дебютував 2009 року виступами за команду «Флуміненсе», в якій провів один сезон, взявши участь у 2 матчах Серії А та 9 іграх чемпіонату штату Ріо-де-Жанейро, ставши чемпіоном Бразилії.
Своєю грою за цю команду привернув увагу представників лондонського «Арсеналу», до складу якого приєднався в кінці 2010 року. Втім за «канонірів» бразилець так і не провів жодної гри, натомість з 2011 по 2017 рік грав на правах оренди у складі іспанських команд «Леванте», «Алькояно», «Понферрадіна», «Реал Мурсія» та «Альмерія», а у сезоні 2015/16 також в оренді виступав в англійському «Болтон Вондерерз» з Чемпіоншипу.
18 липня 2016 року Веллінгтон Сілва повернувся до «Флуміненсе», підписавши з рідним клубом чотирирічну угоду. 2018 року на правах оренди перейшов у «Інтернасьйонал», у складі якого провів наступні два роки своєї кар'єри гравця, після чого знову захищав кольори клубу «Флуміненсе». 
10 березня 2021 року контракт Веллінгтона Сілви з «Флуміненсе» був розірваний, після чого він відправився до Японії, підписавши угоду з місцевим клубом «Гамба Осака». Станом на 4 червня 2022 року відіграв за команду з Осаки 27 матчів в національному чемпіонаті.

## Виступи за збірну
2008 року дебютував у складі юнацької збірної Бразилії (U-17), з якою був учасником юнацького чемпіонату світу 2009 року в Нігерії, де зіграв у матчах проти Японії (3:2) та Мексики (0:1), але зіркова бразильська команда з такими гравцями як Неймар, Каземіро, Аліссон, Коутінью та іншими сенсаційно не вийшла з групи. Загалом на юнацькому рівні взяв участь в 11 іграх, відзначившись 5 забитими голами.
У листопаді 2014 року він зіграв два матчі за молодіжну збірну Бразилії на міжнародному турнірі в Китаї проти Австралії (2:2) та Південної Кореї (3:1).

## Титули і досягнення
- Чемпіон Бразилії (1):

«Флуміненсе»: 2010
- Володар Кубка Гуанабара (1):

«Флуміненсе»: 2017
- Володар Кубка Ріо (1):

«Флуміненсе»: 2020